# Film mongoli proposti per l'Oscar al miglior film straniero
Nel corso degli anni, diversi film mongoli sono stati presentati all'Academy of Motion Picture Arts and Sciences in rappresentanza all'Oscar come miglior film di lingua straniera, senza mai ricevere una candidatura.
Soltanto la regista Davaa Bâmbasürėn finora è stata selezionata più di una volta per la proposta agli Oscar, per le edizioni del 2004, del 2006 e del 2021. Il suo film La storia del cammello che piange è però stato candidato all'Oscar al miglior documentario all'edizione del 2005.
| Anno | Film                                                                   | Regia                           | Risultato     |
| ---- | ---------------------------------------------------------------------- | ------------------------------- | ------------- |
| 2004 | La storia del cammello che piange (Die Geschichte vom weinenden Kamel) | Davaa Bâmbasürėn, Luigi Falorni | Non candidato |
| 2006 | Il cane giallo della Mongolia (Die Höhle des gelben Hundes)            | Davaa Bâmbasürėn                | Non candidato |
| 2010 | Tajna Čingis Haana (Тайна Чингис Хаана)                                | Andrej Borisov                  | Non candidato |
| 2018 | Čingisijn hüühdüüd (Чингисийн хүүхдүүд)                                | Dorj Zolbaâr                    | Non candidato |
| 2020 | Mor' (Морь)                                                            | Ganbold Ėrdėnėbilėg             | Non candidato |
| 2021 | Die Adern der Welt                                                     | Davaa Bâmbasürėn                | Non candidato |
| 2023 | L'ultima luna di settembre (Эргэж ирэхгүй намар; Ėrgėž irėhgüj namar)  | Balžinnâm Amarsaihan            | Non candidato |
| 2024 | Sėr sėr salhi (Сэр сэр салхи)                                          | Pürėv-Očir Lhagvadulam          | Non candidato |
| 2025 | Se solo fossi un orso (Баавгай болохсон; Baavgaj bolohson)             | Pürėvdaš Zolžargal              | Non candidato |

| Non candidato | Il film è stato proposto dalla Mongolia, ma non è stato candidato dall'Academy of Motion Picture Arts and Sciences. |
| Short-list    | Il film è entrato nella "short-list" stilata a gennaio dei nove candidati per l'Oscar al miglior film straniero.    |
| Candidato     | Il film è entrato a far parte dei cinque candidati per l'Oscar al miglior film straniero.                           |
| Vincitore     | Il film ha vinto l'Oscar al miglior film straniero.                                                                 |